# 6413 Iye
6413 Iye este un asteroid din centura principală de asteroizi.

## Descriere
6413 Iye este un asteroid din centura principală de asteroizi. A fost descoperit pe 15 octombrie 1993 la Kitami de Kin Endate și Kazuro Watanabe. El prezintă o orbită caracterizată de o semiaxă mare de 2,26 ua, o excentricitate de 0,11 și o înclinație de 4,8° în raport cu ecliptica.